# William E. Mason
Pour les articles homonymes, voir William Mason (homonymie).
William Ernest Mason, né le 7 juillet 1850 à Franklinville, New-York et mort le 16 juin 1921, est un homme politique américain, membre du Parti républicain et ancien sénateur de l'Illinois de 1897 à 1903.

## Biographie
Après ses études de droit, il déménage à Chicago en 1872, où il est admis au barreau.
En 1887, il est élu au Congrès des États-Unis et de nouveau deux ans après. Après sa défaite de 1890, il retourne pratiquer le droit à Chicago. En 1897, il est élu au Sénat. Il fait trois mandats à la Chambre des représentants de 1917 à sa mort. Après sa disparition, c'est sa fille Winnifred Sprague Mason Huck qui reprend son siège.
En 1898, à l'occasion de la guerre hispano-américaine, le marquis de Alta Villa, Grand d'Espagne et éditeur de l'hebdomadaire illustré madrilène El Cardo, le provoque en duel par journal interposé.
Il est enterré au cimetière d'Oakwood à Waukegan dans l'Illinois.